# عسل‌یاب دم‌چنگ
عسل‌یاب دم‌چنگ (نام علمی: Melichneutes robustus) یک گونه از پرندگان خانواده عسل‌یابان در سردۀ تک‌نماد Melichneutes است  و در جنگل های بارانی گرمسیری آفریقا یافت می‌شود:
آنگولا، کامرون، جمهوری آفریقای مرکزی، جمهوری کنگو، جمهوری دموکراتیک کنگو، گینه استوایی، گابن، نیجریه، اوگاندا و غرب شکاف داهومی در گینه، سیرالئون، لیبریا، ساحل عاج و غنا.